# Кокона
Коко́на или паслён сидячий (лат. Solanum sessiliflorum) — плодовый кустарник семейства Паслёновые. Индейцы Амазонии называют это растение «тупиро» или «топиро», в Колумбии, Бразилии и Эквадоре растение известно как «персиковый томат», «индюшачьи ягоды» и «оринокские яблоки». В торговле растение известно под неправильным названием Solanum topiro. С данным растением путают паслён гулявниколистный (Solanum sisymbriifolium).

## Описание

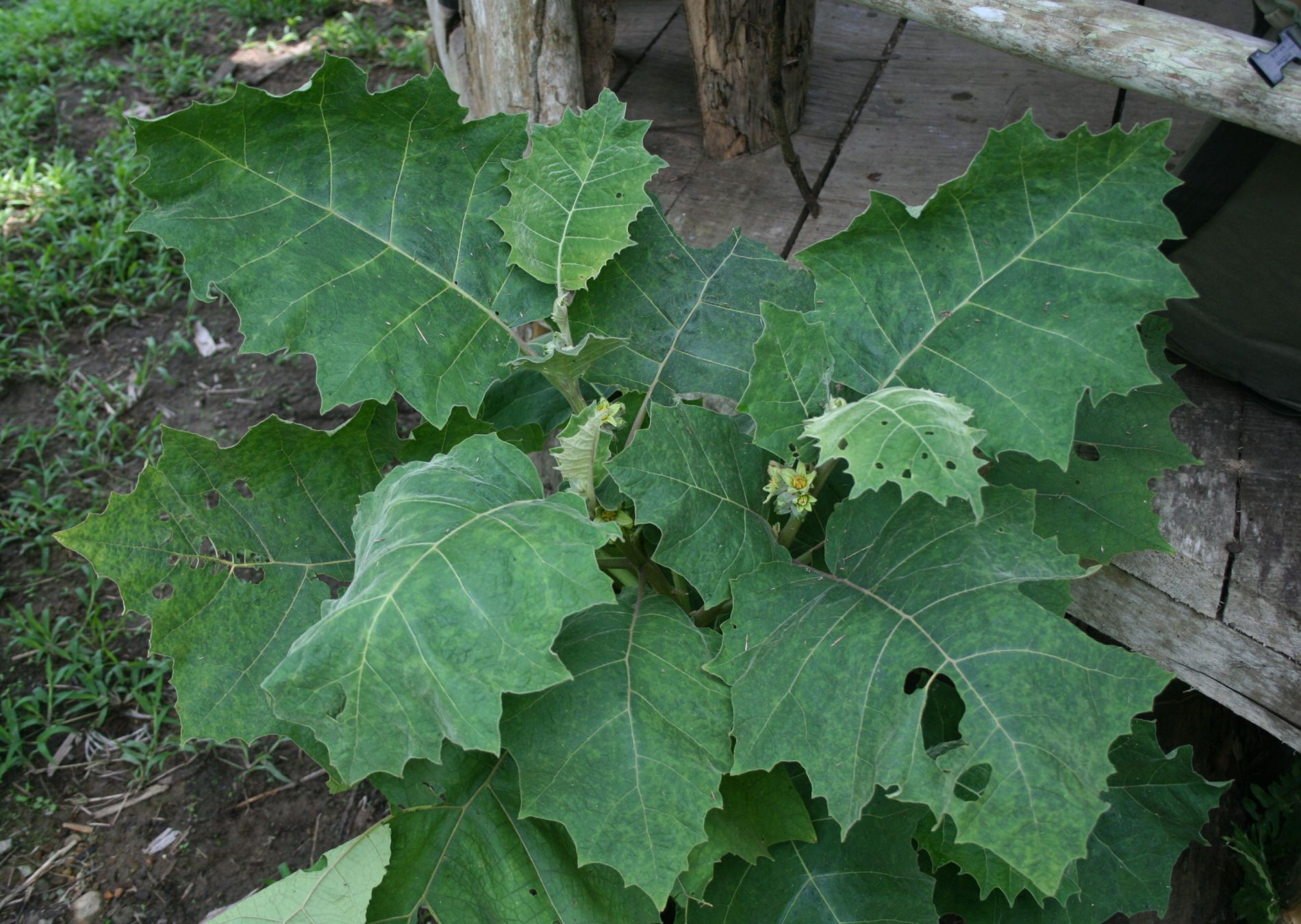
Цветущее растение в Коста-Рике

Кокона — травянистый многолетний кустарник высотой  до 2 метров. Листья овальные с выемчатым краем, очередные, сверху покрыты жёсткими волосками, снизу опушение бархатистое; длина до 45 см, ширина до 38 см, на черешках длиной 2—5 см. Жилки листа выступают с нижней стороны листовой пластинки. У взрослого растения стебли одревесневают, ветви покрыты жёстким белым опушением. Дикая разновидность, S. topiro var. georgicum Heiser из низинных районов восточного Эквадора и Колумбии, представляет собой растение меньшего размера, с более мелкими плодами и колючками на стебле, ветвях и листьях. Она самопроизвольно скрещивается с типичной разновидностью var. topiro, и д-р Чарлз Хайзер из Университета Индианы считает её предком культурных разновидностей растения. Бесколючковая разновидность известна только в культуре.
Цветки напоминают цветок картофеля, но крупнее размером, диаметром до 2,5 см, расположены в пазухах листьев по 5—8 штук. Чашечка колоколовидная, остаётся на плодах при созревании. Растение самоопыляемое, но цветки часто посещаются пчёлами. 
Плод созревает через 8 недель после опыления. Плод круглый или овальный, 2,5-4 см. длиной и до 6 см. шириной. У незрелых плодов тонкая кожица покрыта пухом, при созревании они становятся гладкими и приобретают жёлтый, красный или пурпурный цвет. Под горькой кожицей располагается тонкий слой плотной кремовой мякоти. Внутри содержится жёлтое желеобразное ядро с многочисленными маленькими плоскими семенами (800—2000 штук на плод). В Перу выделяется 4 типа плодов: мелкие пурпурно-красные; средних размеров жёлтые; круглые, жёлтые, похожие на яблоко; грушевидные. Плоды среднего размера пользуются большим спросом в Перу и используются главным образом для изготовления сока.

## Распространение и история культивирования
Родина коконы — амазонская часть Южной Америки, где растение произрастает на склонах Анд и в амазонских джунглях на высоте 200—1000 м над уровнем моря. В настоящее время культивируется в Колумбии, Венесуэле, Перу, Бразилии и в других странах Латинской Америки.
Впервые европейцы познакомились с коконой в 1760 году, когда испанский  путешественник Аполинар Диес де ла Фуэнте, обнаружил кокону в бассейне реки Ориноко. Индейцы выращивали  её на полях в качестве пищевого растения вместе с кукурузой и бобами ещё в доколумбовы времена. Позднее, в 1800 году, немецкий учёный Александр Гумбольдт и  французский ботаник Эме Бонплан во время своего пятилетнего путешествия по Амазонке и Ориноко обнаружили широкое  распространение коконы в этом регионе, отметив её популярность у местного населения. Учёные собрали экземпляры растения, на изучении которых было сделано его первое научное описание.
Затем на кокону обратили внимание только в середине XX века. В 1940-х годах семена из верхней части бассейна Амазонки были посажены на экспериментальной станции в Тинго Мария (Перу), а позже растение стали выращивать на базе института сельского хозяйства Турриальба в Коста-Рике. Была осуществлена попытка выращивания коконы в университете сельскохозяйственных исследований во Флориде (США) в 1948 году, но сеянцы через пару лет были уничтожены  нематодами. В 1964 году доктор Ниило Виркки, цитогенетик экспериментальной сельскохозяйственной станции университета Пуэрто-Рико, купил плод коконы у уличного продавца в бразильском городе Манаусе и дома посадил его семена. На следующий год рассада выросла и начала активно плодоносить. На текущий момент выделено 35 видов коконы, представляющих большой интерес для выведения новых сортов и межвидового скрещивания.
Такой интерес растениеводов к коконе был вызван потенциальной возможностью использовать её для скрещивания с нежной и весьма подверженной болезням наранхиллой.

## Использование

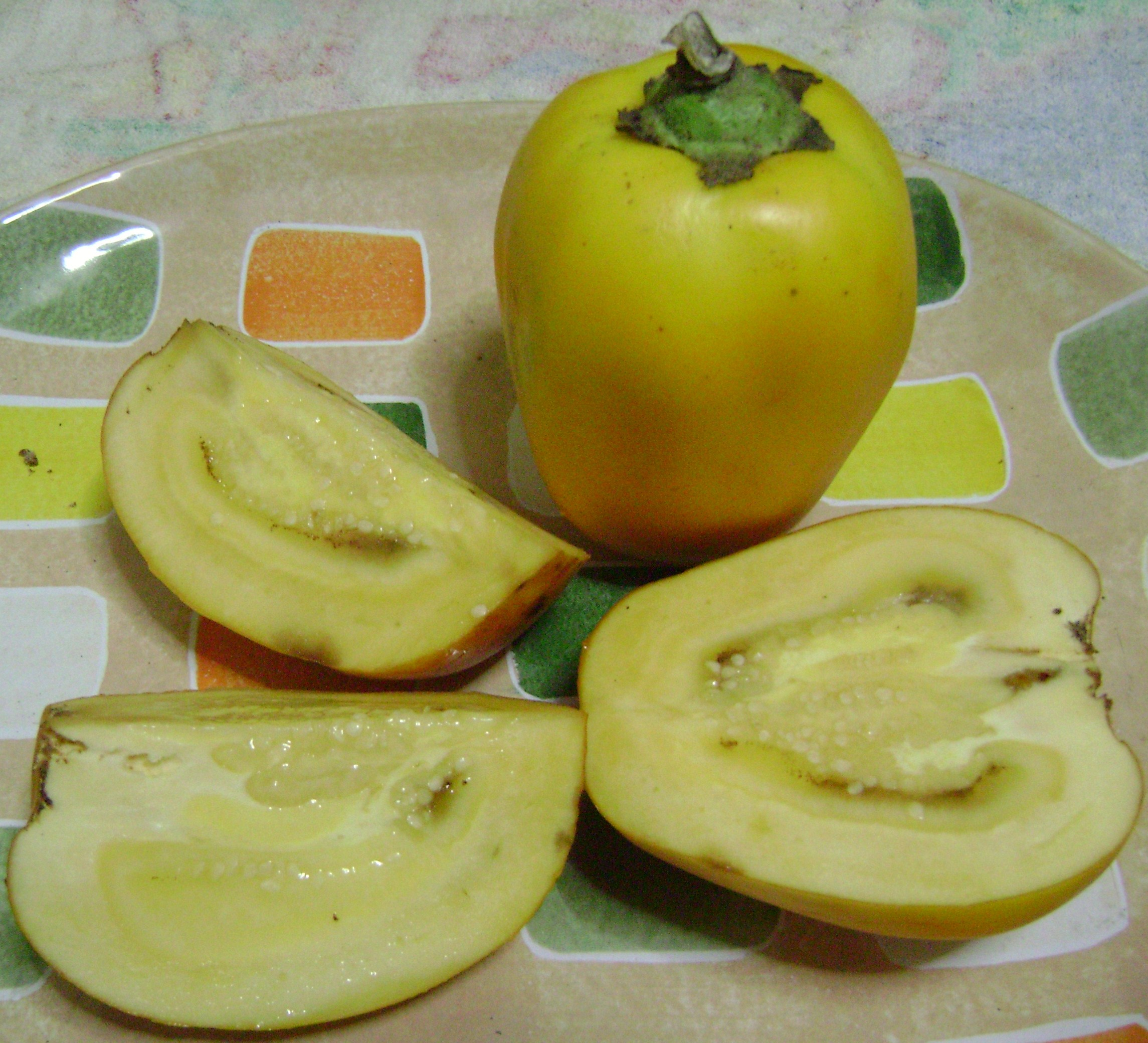
Плоды коконы — целый и разрезанный.

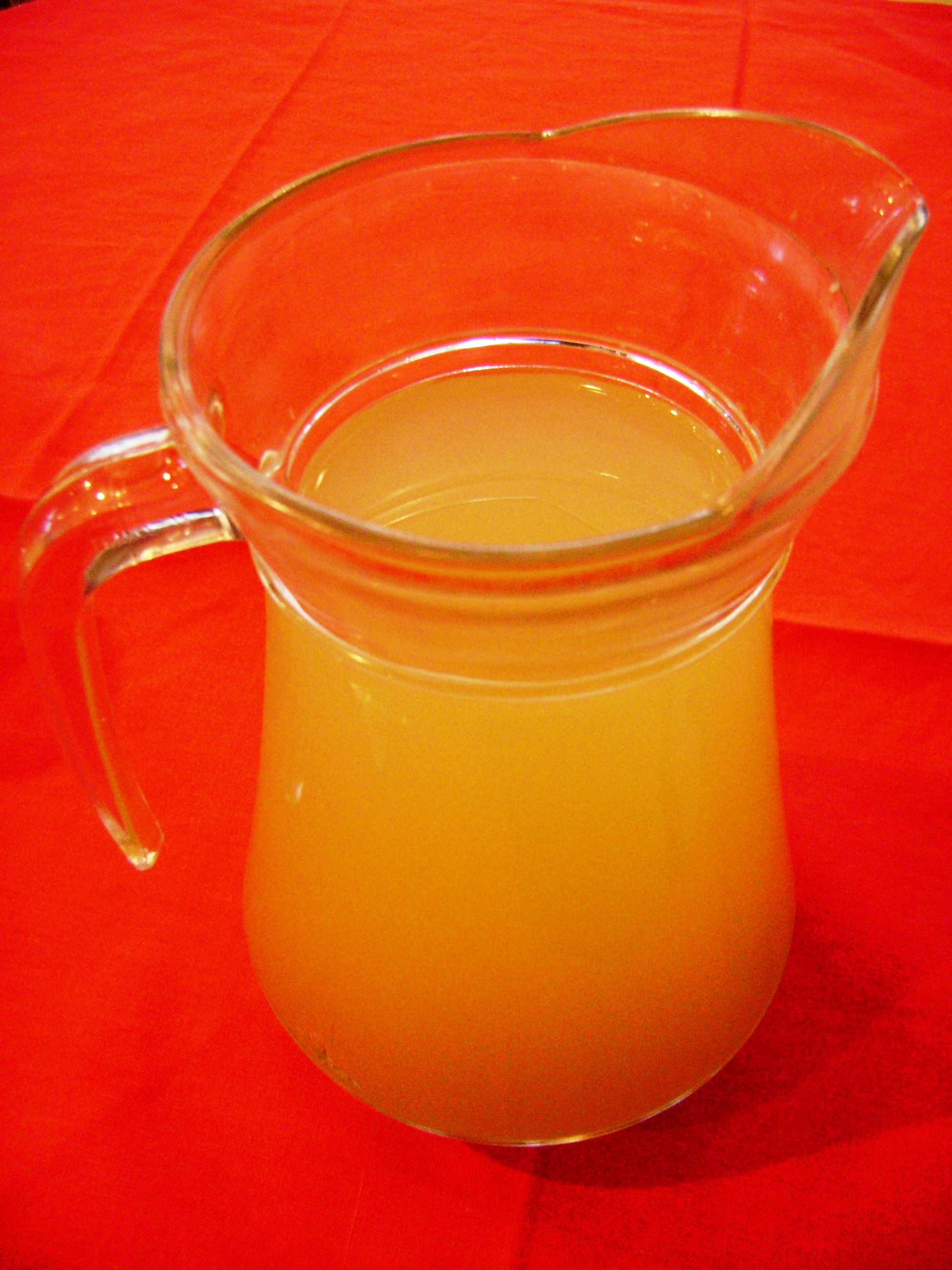
Сок коконы

Очищенные плоды коконы съедобны в свежем виде. Их используют в салатах и соусах.  Плоды используют в свежем виде, но на вкус они довольно кислые, поэтому их чаще перерабатывают, изготавливая мармелад, джемы, желе и соки, а также добавляют во фруктовые салаты.  В Колумбии и Бразилии плоды выращиваются и продаются на внутренних рынках, а в Перу сок коконы консервируют и поставляют на экспорт. 
Годовой урожай в Колумбии составляет 22—44 фунта (10—20 кг) плодов с растения, в Коста-Рике 40—60 фунтов (18—27 кг). На сортоиспытаниях в Манаусе продуктивность варьировала от 5 1/2 до 30 фунтов (2,5—14 кг) с растения. При самоопылении растения продуктивность достигает до 29 т/га, при условии селекции растений и использовании опылителей её можно повысить до 146 т/га. 
Свежий фрукт хранится от 5 до 10 дней при комнатной температуре. В Бразилии готовят и едят листья этого растения.
Индейцы на востоке Перу использовали это растение для борьбы с головными вшами, плод также используется в качестве шампуня для ухода за волосами. Измельчённые семена помогают снимать раздражение рта, вызываемое жеванием коки. Сок сваренного фрукта является противорвотным при укусе пауков или скорпионов, втирается в кожу при укусах насекомых для облегчения боли и используется для обработки некротических тканей при укусе некоторых пауков. Недавние исследования показали, что сок коконы содержит вещества, регулярное употребление которых способствует быстрому сжиганию повышенного холестерина в крови.

## Особенности культивирования
Очень светолюбивое растение, но молодым растениям требуется притенение. Рост быстрый, продолжительность жизни растения 3—5 лет. Растение произрастает на разнообразных типах почв, но существенное значение имеет наличие хорошего дренажа. Не рекомендуются посадки данного растения после других паслёновых из-за сильной восприимчивости к нематодам. Растение не выносит переувлажнения и затопления, требует среднегодовой температуры 18—30°C, относительной влажности воздуха 80% и среднегодового количества осадков 2000—8000 мм. Из-за широких листьев растения склонны повреждаться сильными ветрами. Плоды созревают не одновременно, на плодоносящем растении имеются плоды на разных стадиях зрелости. В природе растение часто встречается на территориях, изменённых деятельностью человека.
Растение размножается семенами; сеянцы высаживают в грунт при достижении высоты 10 см. Очень легко размножается полуодревесневшими черенками.
Культивирование растения в умеренных широтах сопряжено с трудностями, растения часто гибнут и не завязывают плоды. От посева семян до плодоношения растения проходит от 9 до 24 месяцев. Растение можно выращивать как декоративное в закрытом грунте. 

## Болезни и вредители
Кокона подвержена нападениям корневых нематод (Meloidogyne sp.), коммерческое выращивание растения в некоторых местах возможно лишь при использовании устойчивых к нематоде сортов и улучшении качества почв. В Пуэрто-Рико растение подвергается нападению червецов Pseudococcus sp., поражающих молодой прирост, но приносящих небольшой вред. Значительный вред наносит бабочка Psara periosalis, а также насекомые-листоеды. В Бразилии на листьях поселяются клопы семейства Tingidae, вызывая их обесцвечивание и опадение. Растение подвержено грибковым инфекциям (Sclerotium sp.).